# Rio Pardu

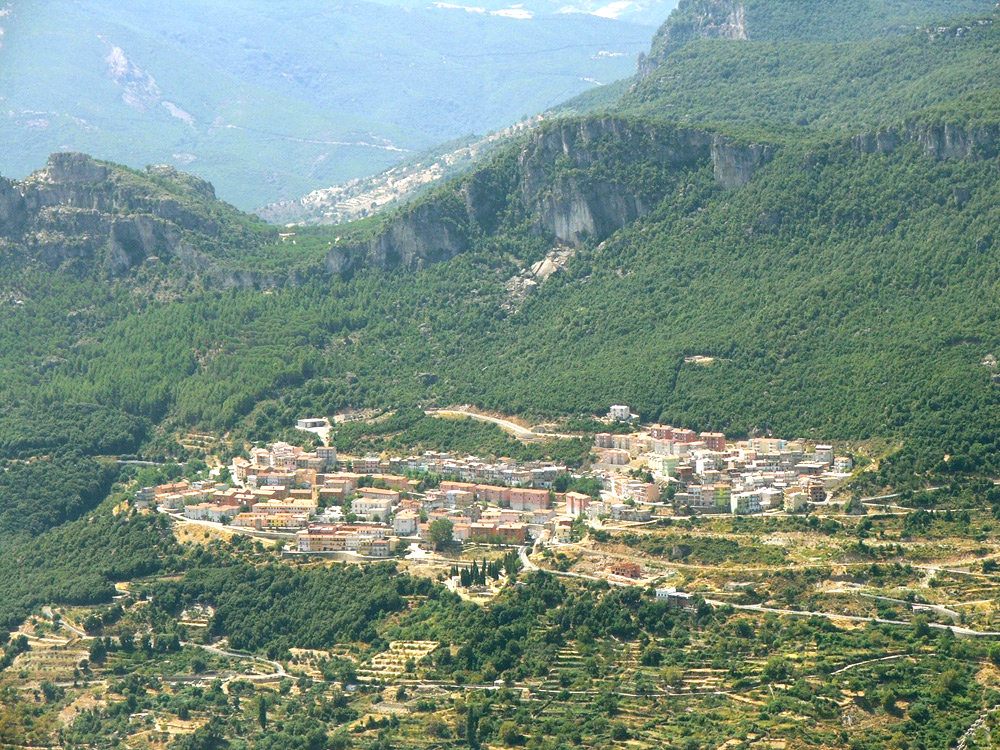
Osini visto dal monte Tricoli, si affaccia sulla Valle del Rio Pardu

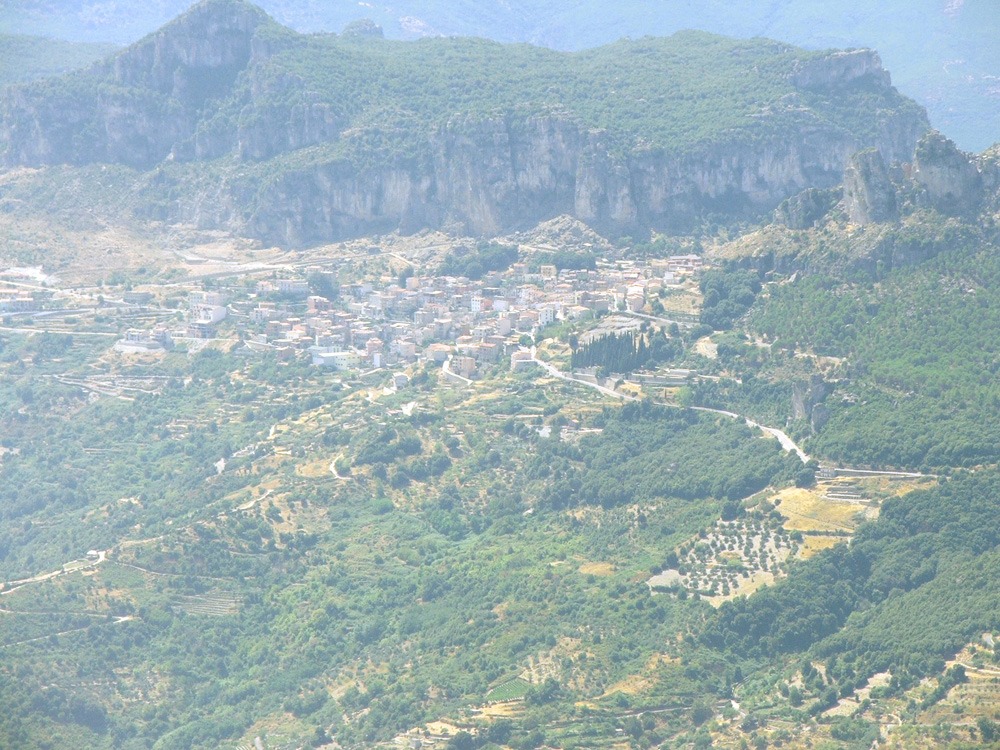
Ulassai visto dal monte Tricoli, si affaccia sulla Valle del Rio Pardu

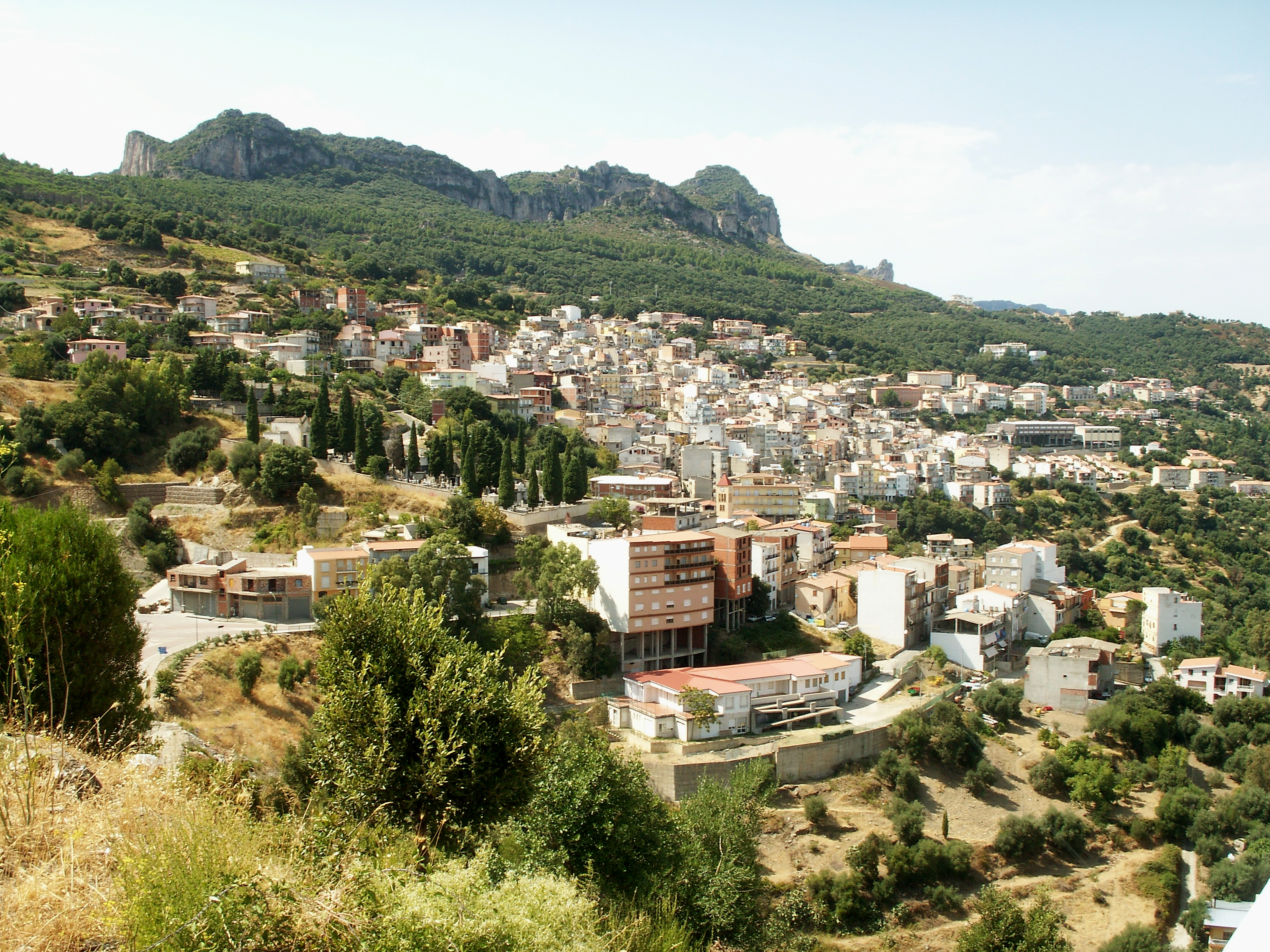
Jerzu, si affaccia sulla Valle del Rio Pardu

Il rio Pardu è un torrente dell'Ogliastra, una subregione della Barbagia, nella Sardegna centro-orientale.
È un corso d'acqua a carattere torrentizio, che beneficia delle abbondanti piogge invernali, ma si prosciuga completamente durante la stagione secca.

Sorge nei pressi del monte Perd'Aira, in territorio comunale di Gairo, e subito si apre la strada in mezzo alle montagne, dove ha inciso una profondissima valle; il primo tratto del fiume è noto col nome di Baccu Nieddu, e si snoda in rettilineo in direzione SSE, incassato fra l'imponente monte Tricoli a sinistra e i tacchi dell'Ogliastra a destra, fra gli scisti e la foresta sempreverde di leccio, a tratti interrotta da recenti rimboschimenti.
A partire dal ponte della statale 198, assume il nome di rio Pardu, che mantiene per i successivi 10 km, in territorio di Gairo prima, di Osini, Ulassai e Jerzu poi. Davanti a quest'ultimo paese, il fiume devia il suo corso verso ENE, in direzione del mare, uscendo così dalla profonda vallata e scorrendo in una pianura alluvionale, dove, ancora una volta, cambia nome, divenendo il fiume Pelau. Gli ultimi chilometri si estendono in comune di Cardedu, passando a breve distanza dal centro abitato e sfociando nella marina di Cardedu, sul mar Tirreno, in località Museddu.
Nella Valle del Rio Pardu è praticata l'agricoltura e la pastorizia, si produce da sempre il vino Cannonau di Sardegna Jerzu e l'olio d'oliva.